# Euratom Cricket Club
L'Euratom Cricket Club nasce nel 1981 a Ispra (VA).

## Storia
L'Euratom CC è stata fondata nel 1981 da appassionati di cricket che lavoravano al Centro Comune di Ricerca di Ispra.

## Presidenti
- 2004-2010 -  Graham Starost
- fino 2015 -  Dai Berry

## Rappresentanti tecnici
- Arwyn Jones
- Steve Peedell
- Phil Cake
- Dai Berry [1]
- James Petrie

## Albo d'oro
- 1983 Campione d'Italia
- 1984 Campione d'Italia
- 1985 Campione d'Italia
- 1986 Campione d'Italia
- 2002 Campione d'Italia Under 13
- 2003 Campione d'Italia Under 13
- 2004 Campione d'Italia Under 13
- 2007 Campione d'Italia U17